# Jagdreise
Eine Jagdreise ist eine Aktivität von einer oder mehreren Personen, die an anderen Orten außerhalb ihrer gewohnten Umgebung für mindestens zwei Tage, maximal aber für ein Jahr ohne Unterbrechung reisen, um sich dort primär auf das Aufsuchen, Nachstellen, Fangen, Erlegen und Aneignen von Wild zu konzentrieren.

## Funktionsweise einer Jagdreise
Jagdreisen können auf zwei verschiedene Arten organisiert werden. Entweder bucht ein Jäger eine solche Reise direkt im Zielgebiet, beim Jagdreiseveranstalter oder lässt sich bei der Organisation seiner Reise von einem spezialisierten Reisevermittler behilflich sein. 50 Prozent der Reisen werden über Reisevermittler gebucht, während die andere Hälfte über private Kontakte oder Direktbuchungen vermittelt werden. Vermittler agieren hier als Dienstleister. Sie akquirieren auf heimischen Märkten Kunden für die Veranstalter und organisieren die Reise für den Jäger. Für Jagdreiseveranstalter ist es aufgrund der räumlichen und sprachlichen Barrieren oftmals schwieriger Kundenkontakt aufzubauen und zu halten als für die lokal ansässigen Unternehmen.

## Auswirkungen von Jagdreisen
Ist eine Jagdreise nachhaltig organisiert, kann man durchaus sagen, dass diese positive Auswirkung für die Bevölkerung vor Ort sowie die Wildpopulation hat. Eine solche Jagdreise balanciert den Human-Wildlife Konflikt. Nachhaltige Jagdreisen müssen bestimmte Kriterien erfüllen, damit diese positiven Auswirkungen stattfinden können. Ein Beispiel für diesen Effekt ist die Markhor Ziege, die durch die regulierte Auslandsjagd nicht mehr auf der Roten Liste steht.

## Aktuelle Probleme der Auslandsjagd
Damit die Auslandsjagd helfen kann Wildtiere effektiv zu konservieren, muss die Industrie einige Probleme angehen:
- Die Zuchttierproblematik[7]
- Die Gatterjagd[8]
- Das Imageproblem
- Das Transparenzproblem
- Das Informationsproblem